# Emily Cumming Harris
Emily Cumming Harris, född 1836, död 1925, var en nyzeeländsk målare. 
Hon föddes i Plymouth, Devonshire i England som dotter till Sarah Hill och ingenjören Edwin Harris. Familjen emigrerade till Nya Zeeland och anlände till New Plymouth den 31 mars 1841. På Nya Zeeland höll hennes mor en skola, där hon arbetade fram till 1860, då hon flyttade till Australien för att studera konst. Vid sin återkomst skötte hon en skola för flickor i Nelson. Hon gav också privatlektioner. 
Emily Cumming Harris förde en dagbok, som har efterlämnat en skildring av det koloniala livet i Nelson. Hon var också konstnär. Hon målade, främst i vattenfärg men även med andra media. Hennes motiv var främst Nya Zeelands växt- och djurliv, stillbilder och landskapsmotiv. Hon medverkade i utställningar med sina verk från 1879 och fick offentlig uppskattning som konstnär, men tjänade aldrig tillräckligt för att kunna måla på heltid.